# Stanisław Szewalski
Stanisław Leon Marek Szewalski (ur. 20 maja 1902 w Nisku, zm. 4 października 1984 w Le Chesnay) – pułkownik artylerii Wojska Polskiego.

## Życiorys
Urodził się 20 maja 1902 w Nisku. Był synem Marka Szewalskiego i bratem Roberta Szewalskiego.
U kresu I wojny światowej podczas wojny polsko-ukraińskiej uczestniczył w obronie Lwowa jako jeden z Orląt Lwowskich. Walczył w wojnie polsko-bolszewickiej. Był jednym z pierwszych wychowanków Korpusu Kadetów Nr 1 we Lwowie, zostając absolwentem szkoły w 1921. Został awansowany na stopień porucznika artylerii ze starszeństwem z dniem 1 czerwca 1921. W latach 20. i 30. był oficerem 6 dywizjonu artylerii konnej we Lwowie, od 1924 w Stanisławowie. Awansowany na stopień kapitana od 1938 pełnił funkcję kwatermistrza (II zastępca dowódcy).
W chwili wybuchu II wojny światowej przebywał na kursie oficerów sztabowych w Rembertowie. W okresie kampanii wrześniowej 1939 był dowódcą nadwyżek 6 dak w ramach Ośrodka Zapasowego Kawalerii „Stanisławów”. Walczył w SGO „Polesie” gen. Kleeberga. Po przedostaniu się na Zachód służył w przy ewakuacji wojsk polskich, był kierownikiem placówki w Oranie, uczestniczył w ruchu oporu na terenie Algierii. Był oficerem łącznikowych przy armiach alianckich. Wyróżnił się w przygotowaniu lądowania wojsk alianckich w Afryce.
Po wojnie pozostał na emigracji. Zamieszkiwał w Paryżu. Należał do Koła Lwowian. Do końca życia pozostawał w stopniu pułkownika artylerii w stanie spoczynku. Zmarł 4 października 1984 w Le Chesnay. Został pochowany na Cmentarzu Les Champeaux w Montmorency. Wraz z nim została pochowana Irena Szewalska z domu Firlej (1905–1993).

## Ordery i odznaczenia
- Krzyż Srebrny Orderu Virtuti Militari[1][17] nr 11771[18]
- Krzyż Komandorski Orderu Odrodzenia Polski (20 marca 1979)[19]
- Krzyż Walecznych[1]
- Złoty Krzyż Zasługi z Mieczami[1]
- Medal Niepodległości (29 grudnia 1933)[20]
- Srebrny Krzyż Zasługi (19 marca 1937)[21]
- Złota Odznaka Honorowa Koła Lwowian w Londynie[4]

- Medal Wolności (Stany Zjednoczone)
- Oficer i Kawaler Orderu Legii Honorowej (Francja[1], 1946)[2][22]
- Krzyż Wojenny (Francja)[2]